# Billy Burke
För andra betydelser, se Billy Burke (olika betydelser).
Billy Burke,  född 14 december 1902 i Naugatuck i Connecticut, död 19 april 1972 i Clearwater i Florida, var en amerikansk golfspelare på 1930-talet. 
Burkes bästa säsong var 1931 då han vann US Open, nådde semifinalen i PGA Championship och vann fyra tävlingar på proffstouren. Samma år deltog han i USA:s Ryder Cup-lag där han vann två matcher. Han spelade dessutom i 1933 års Ryder Cup-lag för USA där han vann den enda match han spelade.
| Majorsegrare genom tiderna                                                                                    |            |             |            |                  |
| 200 olika spelare har vunnit i herrarnas majortävlingar. Billy Burke var den 53:e spelaren som vann en major. |            |             |            |                  |
| 1:a | 52:a       | 53:e        | 54:e       | 200:e            |
| Willie Park Sr                                                                                                | Leo Diegel | Billy Burke | Tom Creavy | Louis Oosthuizen |
| Lista över golfens majorsegrare                                                                               |            |             |            |                  |